# Montale (Italia)
Montale è un comune italiano di 10 468 abitanti della provincia di Pistoia in Toscana.

## Geografia fisica

### Territorio
Situato ai piedi degli Appennini confina ad est con il comune di Montemurlo (PO), a sud con il comune di Agliana (PT), a ovest con il comune di Pistoia e a nord con i comune di Cantagallo. Il corso d'acqua più importante, il torrente Agna, segna il confine con Montemurlo e tra le province di Pistoia e Prato. Il fiume Bure, a sud, è il confine con il territorio aglianese; ad ovest, invece, il paese è attraversato longitudinalmente dal torrente Settola. Il territorio del comune di Montale comprende le frazioni di Tobbiana, Fognano, Stazione ed il piccolo centro attorno all'Abbazia di San Salvatore in Agna.
Montale è diviso nell'abitato omonimo e Montale Alto, situato sul colle sovrastante il paese dove sorgeva il Castello, di cui non rimangono che scarse tracce.

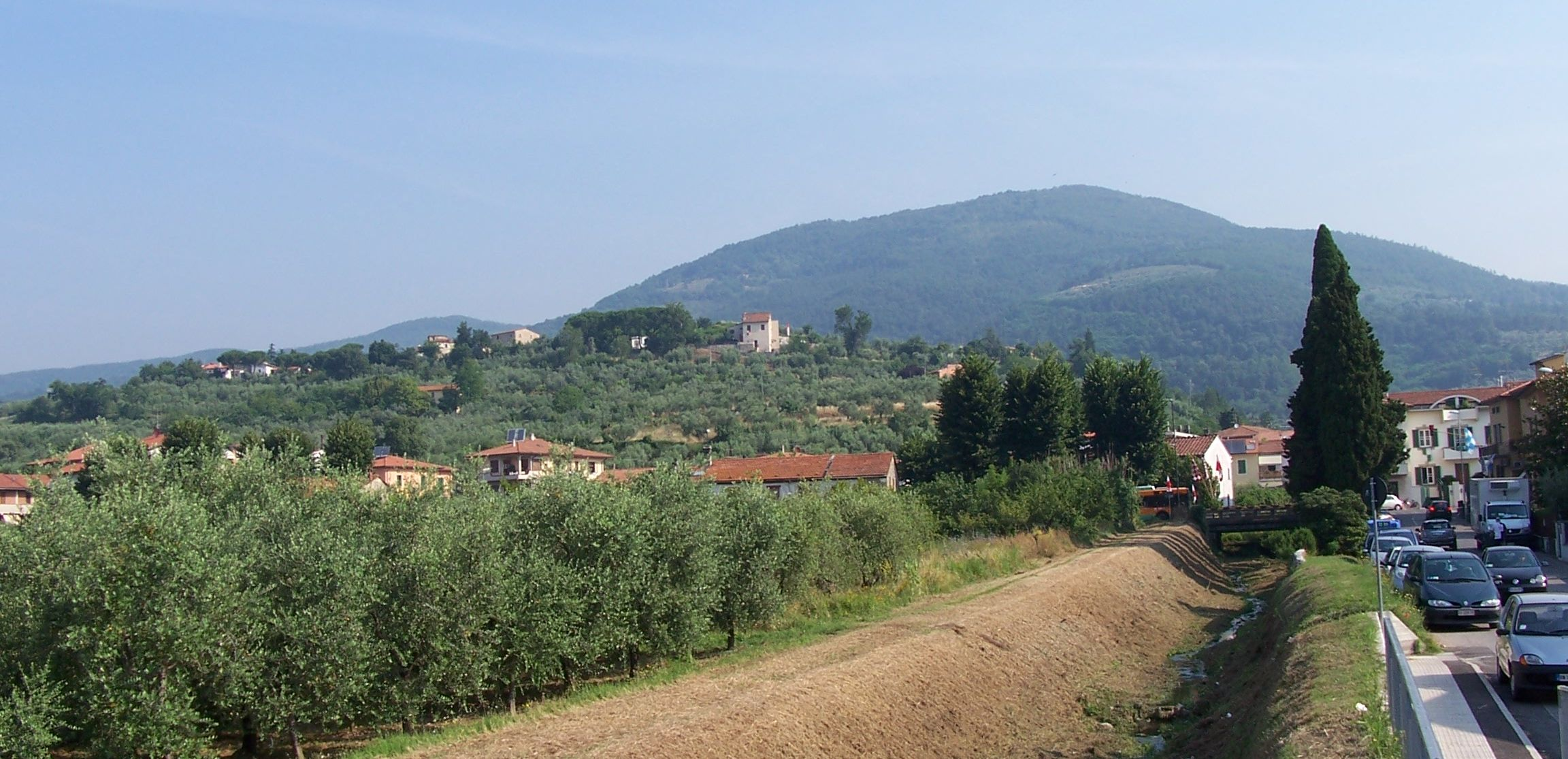
Montale Alto e il torrente Settola

- Classificazione sismica: zona 2 (sismicità medio-alta), Ordinanza PCM 3274 del 20/03/2003

### Clima
- Classificazione climatica: zona D, 1811 GG
- Diffusività atmosferica: bassa, Ibimet CNR 2002

## Storia
Ha un territorio pianeggiante, collinare e di media montagna. L'estensione del suo territorio è rimasta quella dell'antica podesteria medievale con modifiche recenti nel XIX secolo e nel 1913 da cui fu staccata la frazione di Agliana.

### Epoca romana
In epoca romana, IV secolo d.C., esisteva nel luogo dove attualmente si trova Montale, una stazione di sosta sulla via consolare Clodia (così è indicata nell'Itinerarium Antonini del II-III sec. a.C e non Cassia). La stazione di sosta era denominata Hellana e si trovava in un territorio oggi tra l'abbazia di San Salvatore in Agna e il castello della Smilea. Il nome Smilea deriva dalla presenza di un cippo di confine detto dagli agronomi romani mausoleum (mausolea dà per metatesi similea e per sincope smilea. I cippi miliari avevano i numeri ordinali non cardinali: primo, secondo ecc. vedi S. Maria a Quarto, Diecimo, Badia a Settimo, Sesto fiorentino, Nonantola ecc., quindi è assurdo pensare all'interpretazione fatta a suo tempo da Ferrali che ha inventato la derivazione da sex milia ab urbe, visto anche che Pistoia non era un urbe, ma solamente un oppidum).
Fra in VI ed il VII secolo il toponimo Hellana si modificò in Eleana la via Clodia raggiungeva Pistoia passando per il ponte delle Seiarcole, che attraversava l'antico alveo della Bure prima della deviazione in età comunale. Del ponte rimane oggi un resto trasformato in tabernacolo.

### Alto Medioevo
Già nel 772 è documentato un monastero pistoiese alle dipendenze del monastero di San Salvatore in Brescia donato dall'abate Ermeberte, presumibilmente il fondatore. Nel IX secolo è documentato il monastero di San Salvatore in Alina, un monastero privato (Eigenkloster), non dipendente dalla chiesa.
Il monastero aveva la funzione di hospitium per quei viaggiatori che risalivano la valle dell'Agna, e riprendeva la funzione che aveva la stazione romana di Hellana. La via collegava la pianura pistoiese con le vallate della Limentra passando per il passo appenninico in prossimità della Cascina di Spedaletto.
La pieve di San Giovanni Battista a Villiano fu il nucleo originale dell'abitato che in seguito si chiamerà Montale. Nel 957 si ha il primo documento che ne attesta l'esistenza. Come pieve è un centro religioso di una popolazione diffusa sul territorio. Vizzano è il centro più grande, sulle colline, di cui oggi rimane solo il toponimo e numerose notizie sui documenti dell'epoca.
Il X secolo si caratterizza con un forte aumento della popolazione. Il torrente Bure viene spostato più a sud, scavando un nuovo alveo. Ciò determina il conseguente spostamento della via Clodia, che passa attraverso Agliana, Spedalino Asnelli e Chiazzano, lasciando il monastero di San Salvatore in Agna e la pieve di Villiano su un percorso secondario.

### XI e XII secolo
Tra il XI e il XII secolo attorno alla pieve di San Giovanni comincia a formarsi un nucleo abitativo che diventa più importante di quello di Vizzano. La pieve dipende direttamente dal vescovo ed è patrimonio della canonica di San Zenone. Il papa Urbano II, il 19 dicembre 1094, riconosce in una bolla la pieve come bene della cattedrale di Pistoia. La pieve viene ricostruita completamente tra il XI e il XII secolo.
Il territorio subisce una profonda trasformazione nell'XI e XII secolo, il bosco lascia spazio ai terreni coltivati, trasformandosi in un tipico paesaggio coltivato toscano. In questo periodo viene disboscato il piccolo colle che sovrasta la pieve di Villiano. Questo colle è chiamato colle di Montale in un documento del 22 marzo 1100, atto in cui si trova la prima attestazione del nome.
Villiano e il suo territorio sono terre dei conti Guidi che esercitano il loro dominio dal castello di Montemurlo, situato su un colle d'altra parte della valle dell'Agna. Alcuni diritti sono riconosciuti ai Guidi dal comune di Pistoia.

### XIII secolo

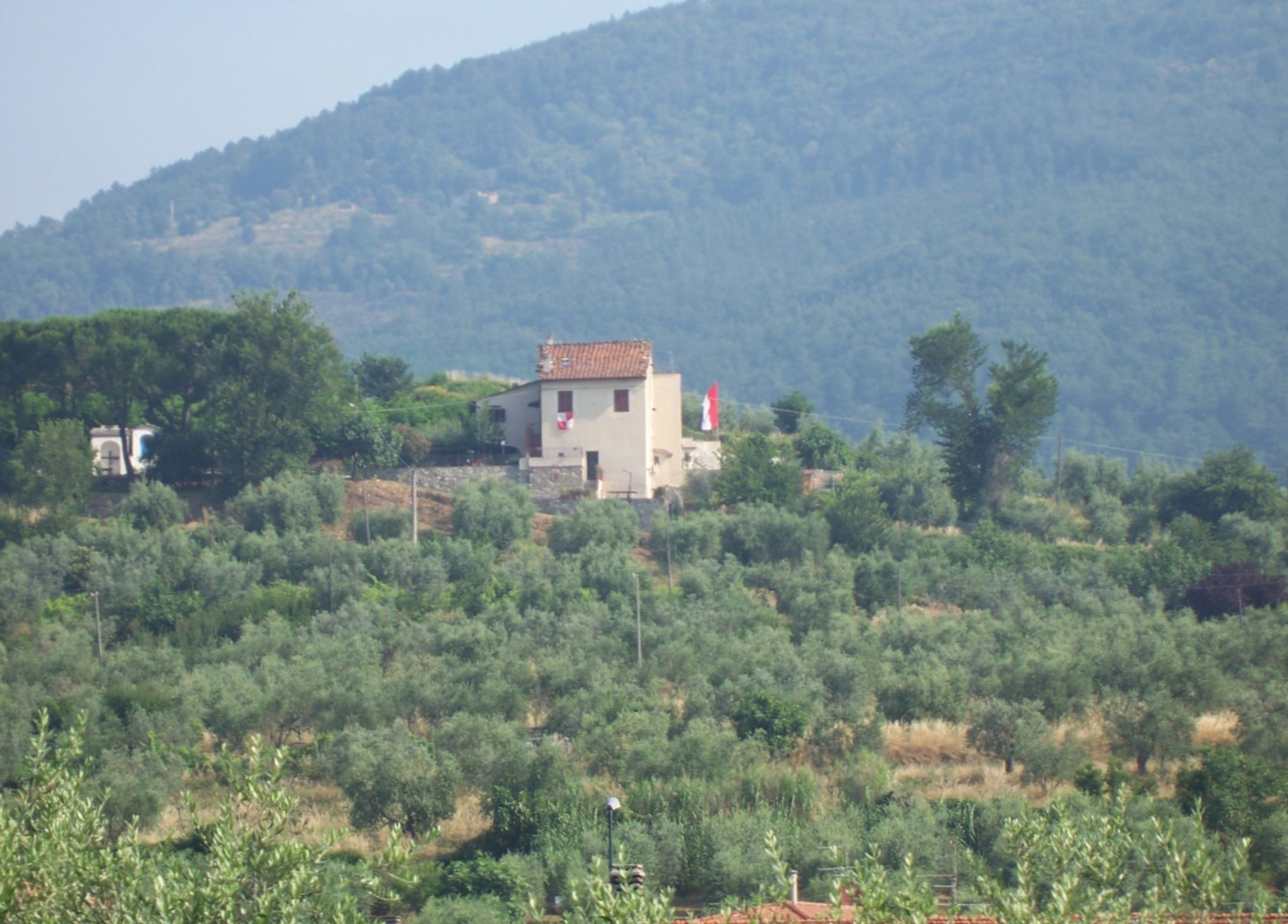
Casa del podestà medievale, si pensa facesse parte del castello di Montale

Nel XIII secolo il comune di Pistoia cerca di arrivare a controllare il territorio sino all'Agna e costruisce un castello proprio sul piccolo colle che sovrasta la pieve di Villiano per contrastare il dominio dei conti Guidi.
Il castello viene ultimato nel 1206 e accoglie la popolazione del territorio circostante, a cui viene garantita la sicurezza. Il castello diventa così più importante dell'abitato di Villiano, nome che rimarrà solo per indicare la pieve. Da allora Montale non si riferirà solo a un luogo specificò ma indicherà anche il territorio limitrofo.
Nei secoli XIII e XIV è uno principali baluardi della difesa del territorio pistoiese contro i Guidi e Firenze. Nel secolo XIV il castello fu distrutto.
- Il centro maggiore dell'abitato sorse nel XIII secolo sulla costa del monte come castello fortificato pistoiese sul colle di Vigliano.
- Luogo di scontri tra i pistoiesi e i fiorentini il castello fu distrutto e ricostruito varie volte.
- Nel 1303 fu assediato, preso e smantellato dalle truppe di Firenze.
- Tornato sotto Pistoia non fu più ricostruito ma si sviluppò il borgo che divenne sede di podesteria con un vasto territorio.
- Nel 1860 al plebiscito ci furono 1 277 voti per l'annessione al regno, 104 voti per il regno separato e 51 schede nulle.
- Nel 1946 al referendum istituzionale andarono alla repubblica 2 044 voti, 867 alla monarchia e 308 schede bianche.[14]

### Simboli
(R.D. 28 novembre 1926)
Il gonfalone è un drappo di azzurro.

## Monumenti e luoghi d'interesse

Piazza Matteotti, monumento ai caduti

### Architetture religiose
- Chiesa di Santa Cristina
- Abbazia di San Salvatore in Agna

Facciata principale dell'abbazia

- Chiesa di San Giovanni Evangelista

### Architetture civili
- Villa Jandaia (conosciuta anche come Villa Bastogi)

Il complesso è composto dalla villa, dalla capella con sacrestia, dalla caratteristica torre (in origine utilizzata come essiccatoio delle foglie di gelso) e da varie pertinenze in origine ad utilizzo agricolo. Fu acquistata nel 1811 dalla famiglia livornese dei Bastogi (tra i componenti della quale spicca Pietro Bastogi, già ministro delle finanze con Cavour). Successivamente la villa subì vari passaggi di proprietà fino ad arrivare in anni recenti all'imprenditore Pecchioli che ristrutturò l'edificio principale e gli annessi. Tipico è il torrino-belvedere che si affaccia su via Garibaldi.

### Architetture militari

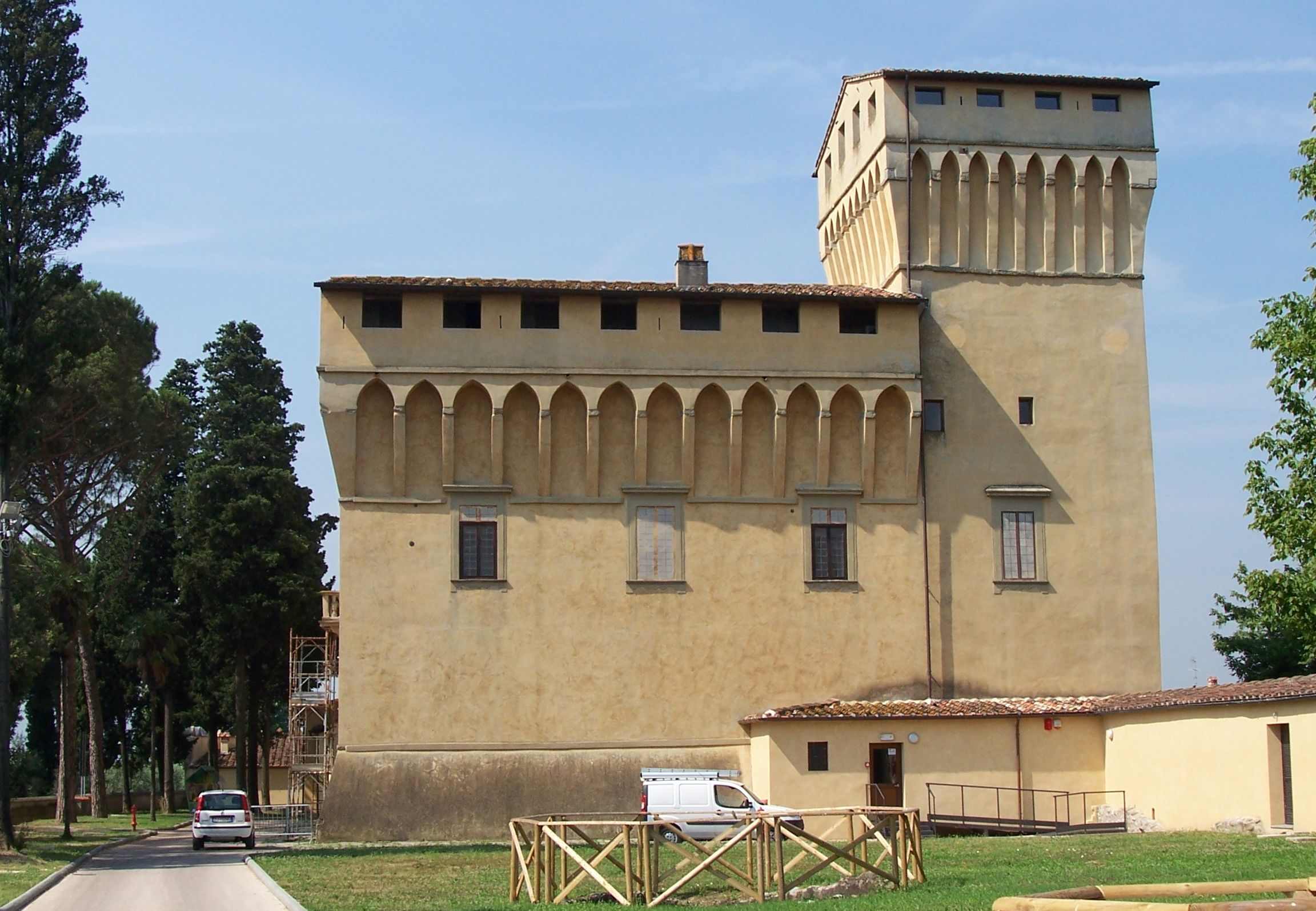
Facciata nord del castello della Smilea

- Castello della Smilea

### Parchi e giardini

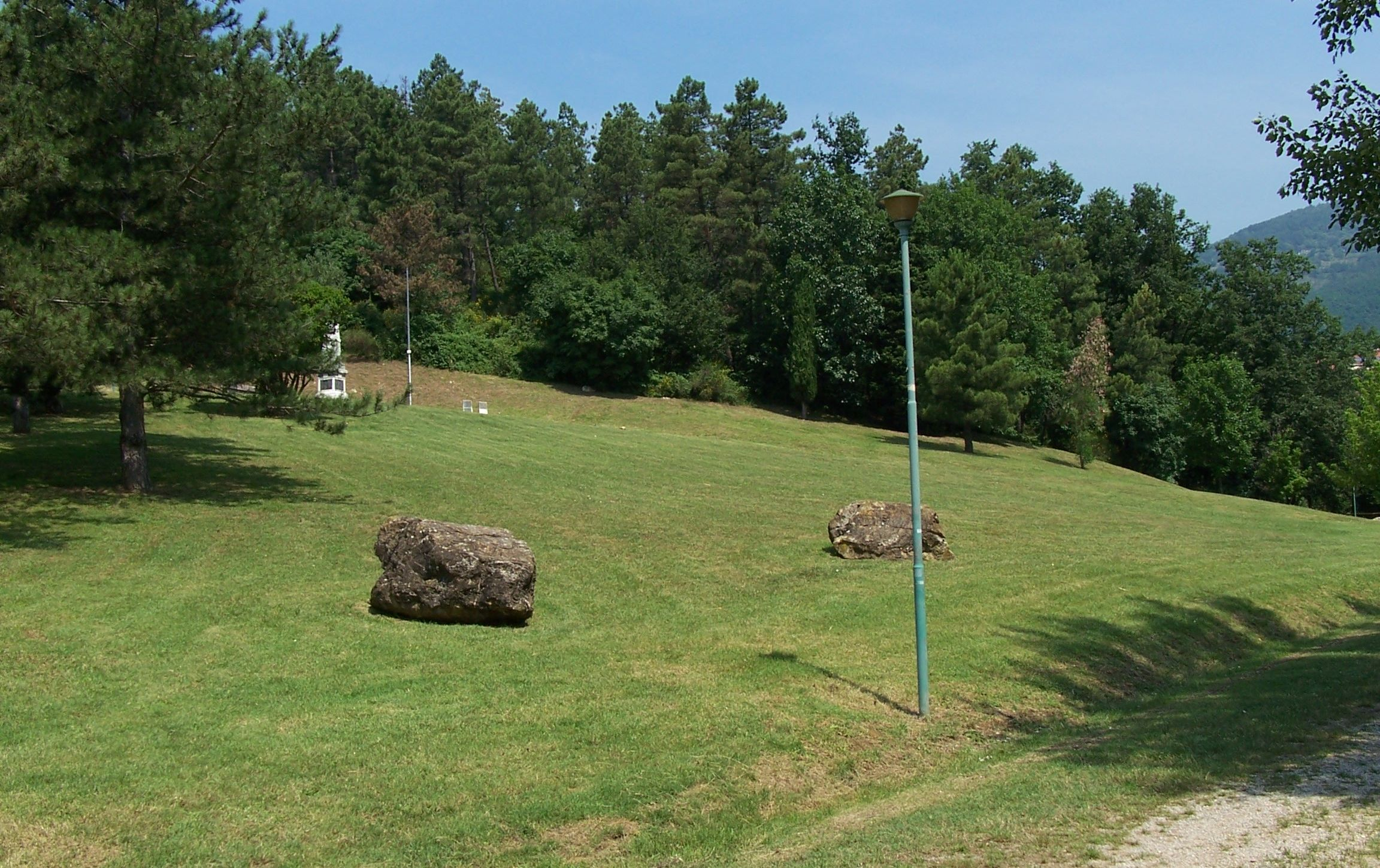
Parco dell'Aringhese
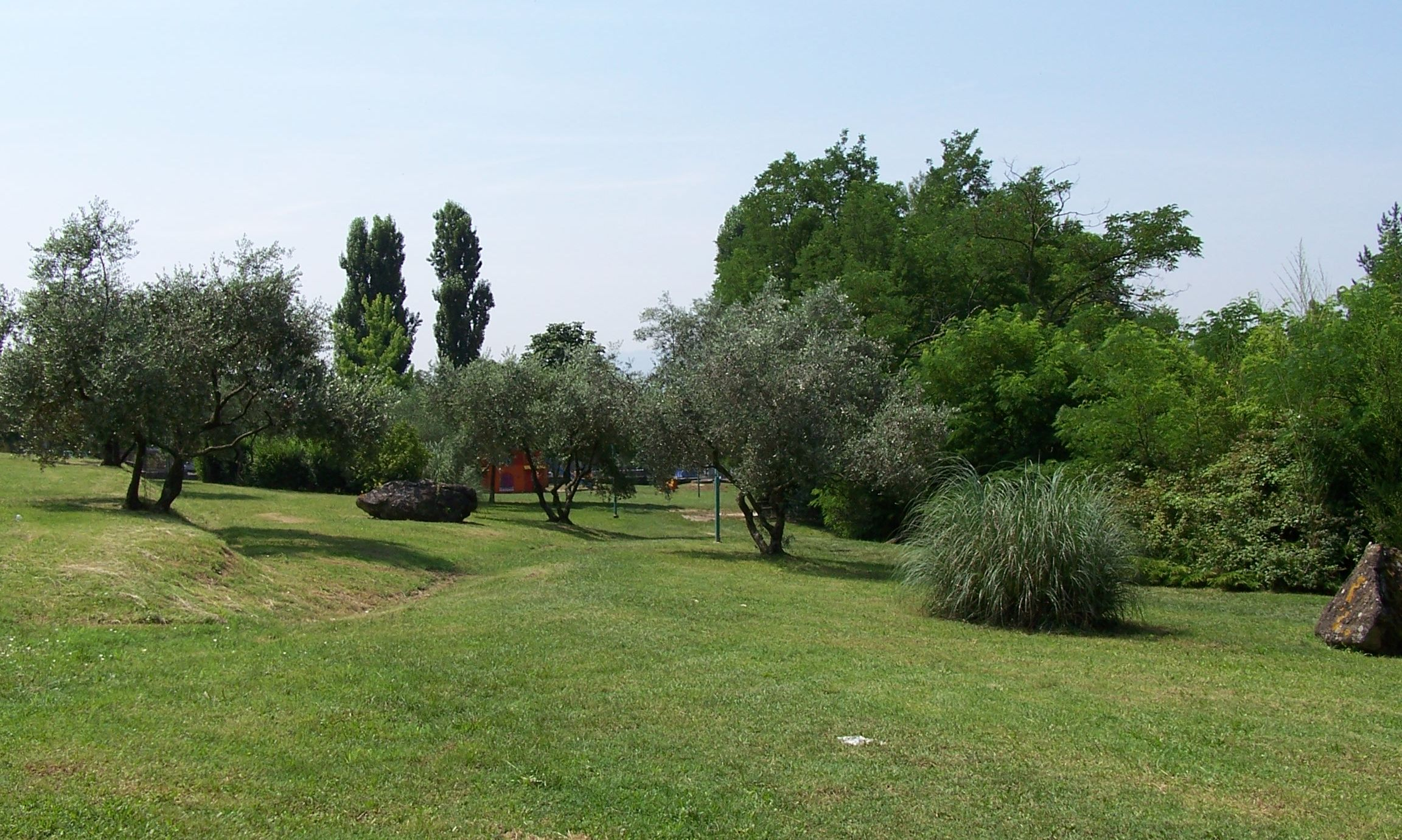
Parco dell'Aringhese
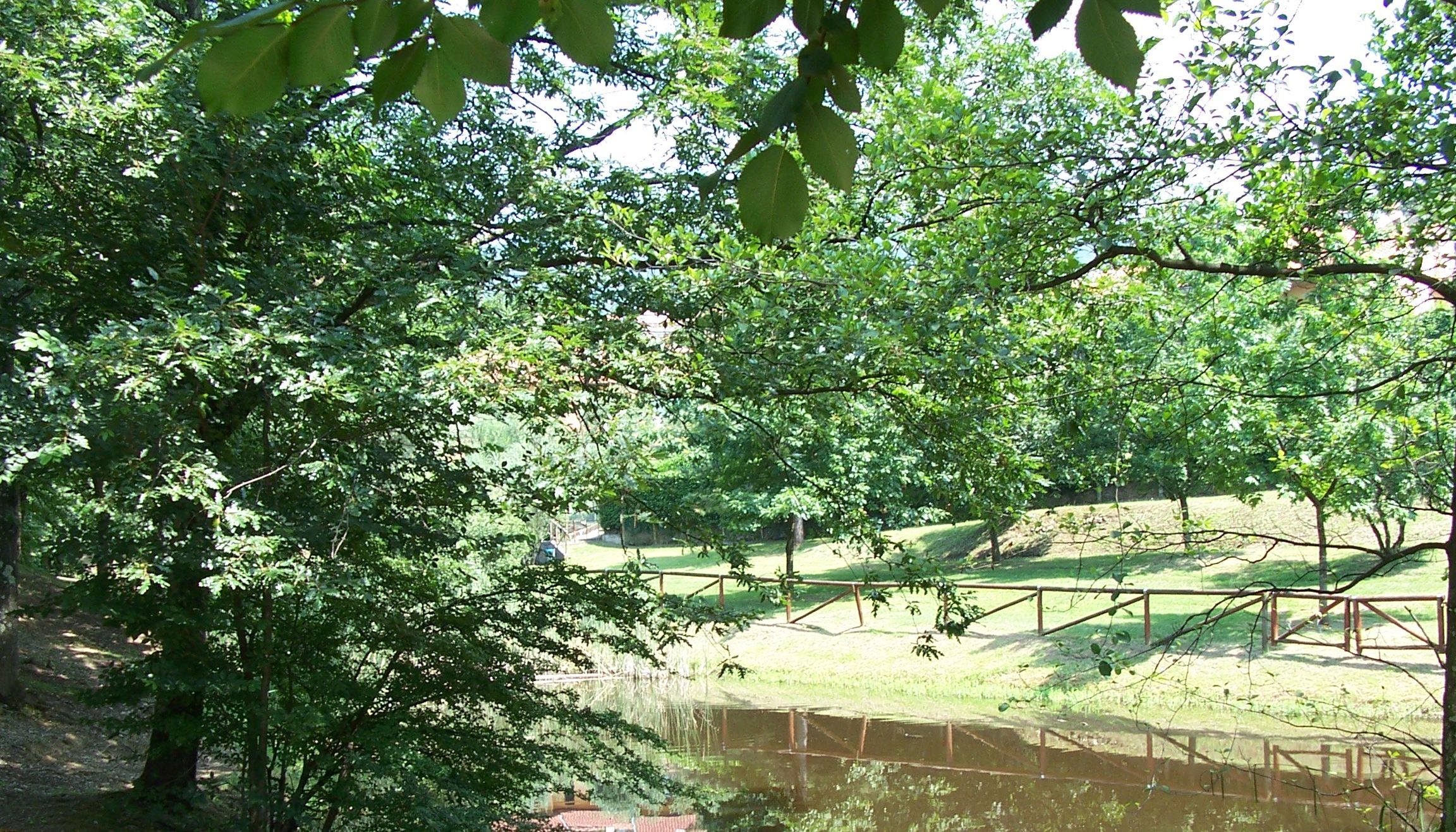
Parco dell'Aringhese, lo stagno
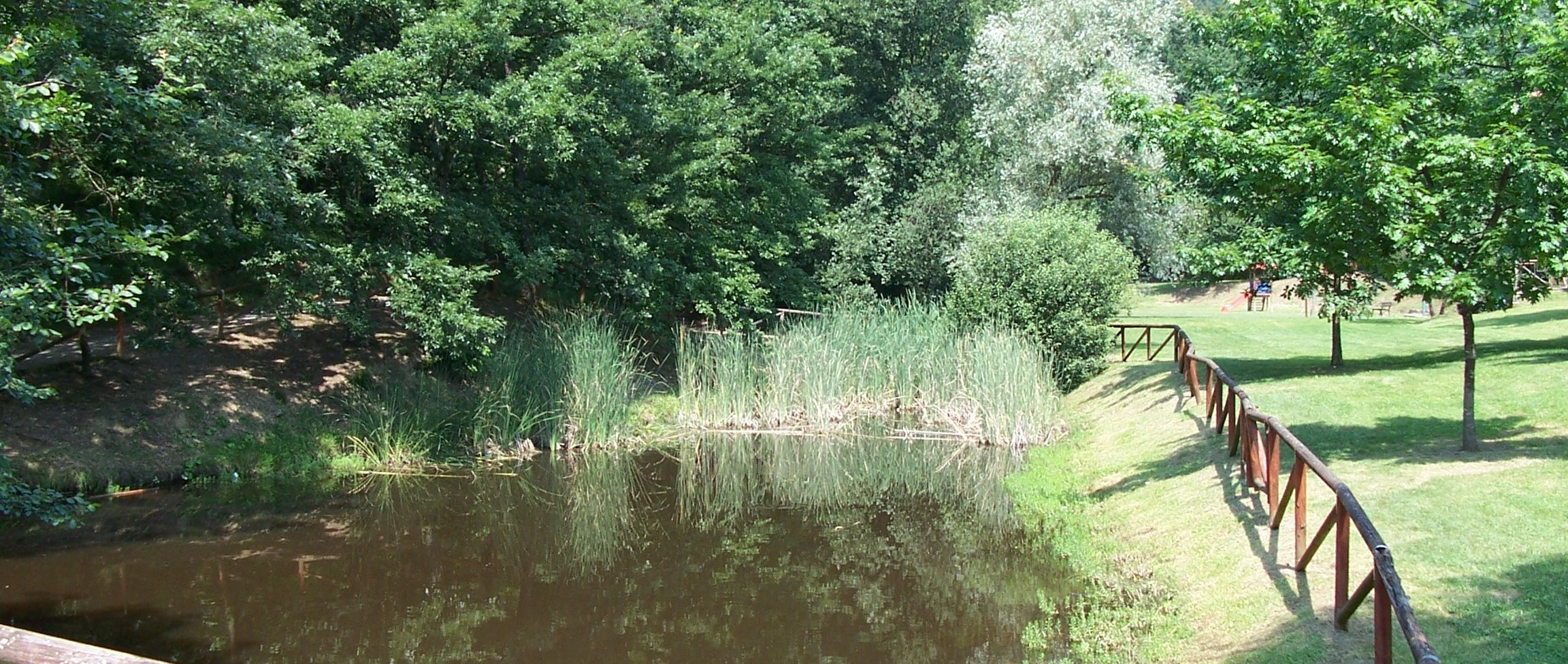
Parco dell'Aringhese, lo stagno

- Parco dell'Aringhese
- Parco dell'Aringhese
- Parco dell'Aringhese, lo stagno
- Parco dell'Aringhese, lo stagno

## Società

### Evoluzione demografica
Abitanti censiti

### Etnie e minoranze straniere
Secondo i dati ISTAT al 31 dicembre 2010 la popolazione straniera residente era di 640 persone. Le nazionalità maggiormente rappresentate in base alla loro percentuale sul totale della popolazione residente erano:
- Albania 267 2,48%
- Marocco 118 1,10%

## Economia
L'economia dell'attuale territorio del comune di Montale è stata in periodo storico principalmente di tipo agricolo, con particolare predisposizione alla zootecnia bovina, sempre comunque nell'ambito della tradizione agraria toscana legata al latifondo ed alla mezzadria, nel secondo dopoguerra si è sviluppato un modello completamente nuovo che grazie alla capitalizzazione fondiaria diffusa, dovuta in gran parte allo smembramento dei latifondi attuato dalla riforma agraria, permise il fiorire di microimprese artigiane nella maggior parte dei casi di tipo e a conduzione familiare.
Tale fenomeno in gran parte trainato dall'espansione del vicino comprensorio tessile pratese, ha rappresentato per decenni la voce di maggior peso nell'economia locale, sino alla fine degli anni novanta quando la riorganizzazione mondialista del settore tessile ha portato ad essere antieconomiche le microproduzioni diffuse sul territorio tipiche del comparto toscano.
Attualmente il territorio montalese gode di discreto benessere, in parte dovuto ad una oculata programmazione che anticipando le difficoltà crescenti della tradizionale fonte economica ha diversificato verso una valorizzazione residenziale sia sotto il punto di vista strettamente abitativo, sia dal punto di vista dei servizi, non trascurando però di predisporre gli strumenti per incoraggiare un nuovo ciclo di sviluppo produttivo.

## Amministrazione
Di seguito è presentata una tabella relativa alle amministrazioni che si sono succedute in questo comune.
| Periodo          | Periodo        | Primo cittadino  | Partito                                                        | Carica  | Note   |
| ---------------- | -------------- | ---------------- | -------------------------------------------------------------- | ------- | ------ |
| 14 giugno 1985   | 12 giugno 1990 | Giorgio Tibo     | Partito Comunista Italiano                                     | Sindaco | [ 17 ] |
| 12 giugno 1990   | 27 agosto 1994 | Giorgio Tibo     | Partito Comunista Italiano, Partito Democratico della Sinistra | Sindaco | [ 17 ] |
| 7 settembre 1994 | 24 aprile 1995 | Daniele Cipriani | Partito Democratico della Sinistra                             | Sindaco | [ 17 ] |
| 24 aprile 1995   | 14 giugno 1999 | Daniele Cipriani | Partito Democratico della Sinistra                             | Sindaco | [ 17 ] |
| 14 giugno 1999   | 14 giugno 2004 | Daniele Cipriani | centro-sinistra                                                | Sindaco | [ 17 ] |
| 14 giugno 2004   | 8 giugno 2009  | Piero Razzoli    | centro-sinistra                                                | Sindaco | [ 17 ] |
| 8 giugno 2009    | 26 maggio 2014 | David Scatragli  | centro-destra                                                  | Sindaco | [ 17 ] |
| 26 maggio 2014   | in carica      | Ferdinando Betti | centro-sinistra: Centrosinistra Montale democratica            | Sindaco | [ 17 ] |

### Gemellaggi
- Varaždin
- Senlis
- Tifariti
- Langenfeld, dal 2013

## Sport
Pallacanestro
La squadra principale è il Montale Basket, la cui sede si trova nella zona sportiva di Montale più precisamente al Palabertolazzi. Qui giocano la prima squadra in serie C gold, under 20, under 18, under 15, under 13 e infine tutte le categorie del minibasket.
Nuoto
La piscina Co.G.I.S. di Montale, intitolata a Giacomo Di Napoli, ospita la squadra di nuoto agonistico FIN-CSI "Co.G.I.S Nuoto", ed è frequentemente sede di trofei locali e campionati regionali.